# السوق معريان (يهر)

تعديل مصدري - تعديل

السوق معريان هي إحدى قرى عزلة يهر بمديرية يهر التابعة لمحافظة لحج، بلغ تعداد سكانها 25 نسمة حسب تعداد اليمن لعام 2004.